# Saro Urzì
Rosario „Saro“ Urzì (* 24. Februar 1913 in Catania, Sizilien, Italien; † 1. November 1979 in San Giuseppe Vesuviano, Italien) war ein italienischer Schauspieler.

## Leben
Rosario „Saro“ Urzì versuchte sich in den 1930er Jahren in einer Reihe von Berufen, ehe er zur Schauspielerei stieß. Seine ersten Filmversuche absolvierte er als Statist und Stuntman. Kurz vor Ausbruch des Zweiten Weltkriegs erhielt er seine erste reguläre Filmrolle. Der bullige, untersetzte Sizilianer mit dem markanten Schnurrbart wurde zumeist als kraftvolle und ländliche, einfach gestrickte und bisweilen cholerische Type eingesetzt. Vor allem der Regisseur Pietro Germi, der ihn 1949 mit der Rolle des Carabiniere in dem neoveristischen Mafia-Drama „Im Namen des Gesetzes“ herausstellte, sollte Urzìs wichtigster Förderer werden. Urzì erhielt für diese Leistung 1949 das Silberne Band als bester Nebendarsteller. 
Auch später sollte Urzi seine subtilsten Aufgaben in Germis Inszenierungen erhalten. Es waren oftmals geradlinige, unverfälschte, handfeste, erdige und vor allem redselige und komische Typen aus dem Volke. In diesem Sinne war auch sein Brusco, die rechte Hand Peppones, angelegt, den er zwischen 1951 und 1965 in sämtlichen „Don Camillo und Peppone“-Komödien verkörperte. Auch in Abenteuerstreifen und Kriminalfilmen konnte man Saro Urzì sehen. 1971 bot Francis Ford Coppola ihm die kleine Rolle des Signor Vitelli, des Vaters von Michael Corleones großer Liebe Apollonia, in Der Pate an. Knapp zwei Jahrzehnte zuvor war er 1953 in John Hustons in Italien gedrehten Abenteuergeschichte Schach dem Teufel der Partner Humphrey Bogarts gewesen und wurde 1957/58 in zwei von der Kritik verrissenen deutschen Trashproduktionen aus der Produktion Gero Weckers (Liane, die weiße Sklavin, Romarei, das Mädchen mit den grünen Augen) besetzt. Auch andere renommierte internationale Regisseure wie Joseph Losey und Claude Chabrol setzten Urzì in ihren Inszenierungen ein. 
Seine bemerkenswerteste Spätrolle wurde die des Vaters von Stefania Sandrelli in Germis „Verführung auf italienisch“, einer „ein wenig klamaukig geratene(n) Abrechnung mit verlogenen Auffassungen von Familienehre und Unberührtheit“. Dieser Film war 1964 Italiens Wettbewerbsbeitrag bei den Filmfestspielen von Cannes. Urzì wurde ex aequo mit Antal Páger in der Kategorie „bester Darsteller“ ausgezeichnet und gewann überdies erneut das „Silberne Band“. Nach rund 100 Filmen beendete Saro Urzì 1976 seine Tätigkeit vor der Kamera.

## Filmografie
- 1939: Premiere der Butterfly (Il Sogno di Butterfly)
- 1940: Tosca
- 1940: Verschwörer (Marco Visconti)
- 1941: Der Pistolenschuß (Un colpo di pistola)
- 1941: Inviati speciali
- 1942: Odessa in fiamme
- 1942: Knock-Out (Harlem)
- 1943: La locandiera
- 1947: Tombolo, paradiso nero
- 1948: Emigrantes
- 1948: Im Namen des Gesetzes (In nome della legge)
- 1949: Ich war eine Sünderin (Ho sognato il paradiso)
- 1949: Mit Schwert und Maske (Lo sparviero del Nilo)
- 1949: Giuliano -- Der Rebell von Sizilien (Il fuorilegge)
- 1949: Duell in den Bergen (Barriera a Settentrione)
- 1950: Der Weg der Hoffnung (Il cammino della speranza)
- 1950: Zu spät, Dr. Marchi (Il bivio)
- 1951: Trieste mia!
- 1951: Die Rache des Korsaren (La vendetta del corsaro)
- 1952: Fuoco nero
- 1953: Don Camillos Rückkehr (Le Retour von don Camillo)
- 1953: Schach dem Teufel (Beat the Devil)
- 1953: Casa Ricordi (Casa Ricordi)
- 1954: Liebe, Brot und Eifersucht (Pane, amore e gelosia)
- 1954: Liebe in Moll (Casta Diva)
- 1955: Die große Schlacht des Don Camillo (Don Camillo e l'onorevole Peppone)
- 1956: Das rote Signal (Il ferroviere)
- 1956: Die Verlobten des Todes (I fidanzati della morte)
- 1956: Gehetzte Frauen (Marchands de filles)
- 1957: Liane, die weiße Sklavin
- 1957: Und draußen lauert die Sünde (L’uomo di paglia)
- 1958: Hölle in der Stadt (Nella città l’inferno)
- 1958: Romarei, das Mädchen mit den grünen Augen
- 1958: Die Vergeltung des roten Korsaren (Il figlio del corsaro rosso)
- 1959: Unter glatter Haut (Un maledetto imbroglio)
- 1959: Waffen für San Salvador (Gli avventurieri dei tropici)
- 1960: I mafiosi
- 1960: Die Ernte der sündigen Mädchen (Les filles sèment le vent)
- 1960: Wer zuerst schießt, hat mehr vom Leben (Ça va être ta fête)
- 1961: Un giorno da leoni
- 1961: Hochwürden Don Camillo (Don Camillo monsignore… ma non troppo)
- 1962: Lo sgarro
- 1963: Verführung auf Italienisch (Sedotta e abbandonata)
- 1964: Scharfe Sachen für Monsieur (Le corniaud)
- 1965: Und die Wälder werden schweigen (Le chant du monde)
- 1965: Genosse Don Camillo (Il compagno Don Camillo)
- 1966: Modesty Blaise – Die tödliche Lady (Modesty Blaise)
- 1966: La fille de la mer morte
- 1967: Die Straße von Korinth (La route de Corinthe)
- 1968: Serafino, der Schürzenjäger (Serafino)
- 1968: Vom Tod begleitet (Gente d’onore)
- 1969: Principe coronato cercasi per ricca ereditiera
- 1970: La prima notte del Dr. Danieli, industriale col complesso della buonanima
- 1972: Der Pate (The Godfather)
- 1972: Alfredo, Alfredo
- 1972: Der Sizilianer (Torino nera)
- 1972: Il caso Pisciotta
- 1973: Il figlioccio del padrino
- 1974: Der Divisionstrottel (Sergente Rompiglioni diventa… caporale)
- 1975: Giovannino
- 1975: Occhio alla vedova!